# Segew
Segew (hebr. עצמון; ang. Segev, nazywana także Atzmon, Atzmon-Segev, Atsmon Segev lub Azmon-Segev) – wieś komunalna położona w Samorządzie Regionu Misgaw, w Dystrykcie Północnym, w Izraelu.

## Położenie
Segew jest położona na wysokości 336 metrów n.p.m. w północno-zachodniej części Dolnej Galilei. Leży na wzgórzu na zachód od Doliny Sachnin. Na południowym zachodzie i zachodzie przebiega głębokie wadi strumienia Segew, za którym wznosi się góra Har Szechanija (456 m n.p.m.), która należy do północno-zachodnich wzniesień grzbietu górskiego Gór Jatwat (ok. 500 m n.p.m.). Okoliczne wzgórza są porośnięte dużym kompleksem leśnym Segew. W otoczeniu wsi Segew znajdują się miasta Sachnin i Tamra, miejscowości Kabul i Sza’ab, kibuc Jasur, moszawy Achihud i Ja’ad, oraz wsie komunalne Rakefet, Koranit, Szechanija, Manof, Curit, Szoraszim i Juwalim. Na wschód od wsi leży strefa przemysłowa Sachnin. Na południowym wschodzie znajduje się wojskowa baza wsparcia logistycznego Sachnin. Wchodzi ona w skład Korpusu Inżynieryjnego Sił Obronnych Izraela i obsługuje od strony wsparcia logistycznego oddziały podległe Północnemu Dowództwu. Jednostka obsługuje bazy wojskowe w Galilei, zabezpieczając transport, dostawy amunicji, sprzętu bojowego, części zamiennych, materiałów budowlanych i paliwa. Tuż obok jest położona ściśle tajna baza wojskowa Jodfat, w której prawdopodobnie odbywa się montaż i demontaż izraelskiej broni jądrowej.

### Podział administracyjny
Segew jest położona w Samorządzie Regionu Misgaw, w Poddystrykcie Akka, w Dystrykcie Północnym Izraela.

## Demografia
Stałymi mieszkańcami wsi są wyłącznie Żydzi. Tutejsza populacja jest w większości religijna (judaizm):

Źródło danych: Central Bureau of Statistics.

## Historia

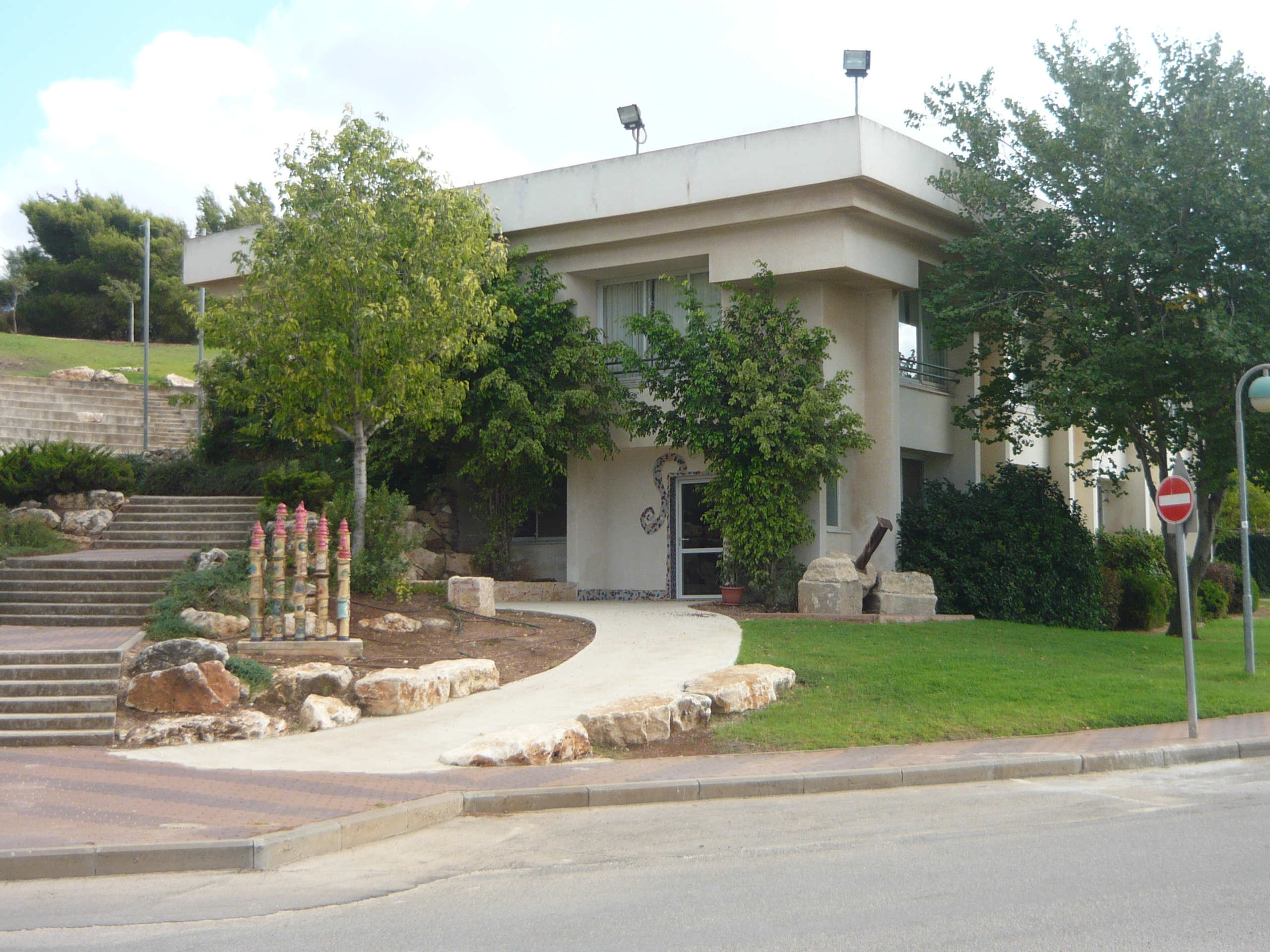
Ośrodek kultury we wsi Segew

Pierwotnie w okolicy tej znajdowała się arabska wieś Mi’ar. Przyjęta 29 listopada 1947 roku Rezolucja Zgromadzenia Ogólnego ONZ nr 181 przyznawała ten obszar Palestyny państwu arabskiemu. Podczas wojny domowej w Mandacie Palestyny we wsi stacjonowały siły Arabskiej Armii Wyzwoleńczej, które paraliżowały żydowską w komunikację w całej Galilei. Według izraelskiego historyka Ilana Pappé, podczas I wojny izraelsko-arabskiej w dniu 20 czerwca 1948 roku izraelscy żołnierze wkroczyli do wsi Mi’ar strzelając do wieśniaków. Zabili w ten sposób 40 osób, a następnie wyburzyli domy. Arabscy mieszkańcy powrócili jednak do swojej zniszczonej wsi. Podczas operacji „Dekel” w dniu 15 lipca 1948 roku wieś Mi’ar ponownie zajęły siły izraelskie. Wysiedlono wówczas jej mieszkańców, a wszystkie pozostałe domy wyburzono.

Współczesna wieś została założona w 1953 roku, jako typowa paramilitarna osada programu Nachal. Jej mieszkańcy łączyli służbę wojskową z pracą rolniczą. W 1957 roku osada została przekształcona w całkowicie cywilną wieś, w której zaczęli osiedlać się żydowscy imigranci. Początkowo był to rolniczy moszaw, jednak trudności ekonomiczne spowodowały stopniowy odpływ jego mieszkańców. W 1958 roku moszaw odwiedził przedstawiciel Żydowskiego Funduszu Narodowego Josef Weitz, który zapisał w swoim pamiętniku: 
„Poprosiłem o rozmową z zarządem, ale on nie istniał. Znalazłem jednego byłego członka zarządu, który powiedział mi, że mieszkańcy nie chcą moszawu. Od mojej ostatniej wizyty w Segew posadzono tutaj winnicę, jednak osada osłabła i mieszkańcy zaczęli wyjeżdżać. Z około stu rodzin pozostało zaledwie około 45 osób. Zdałem sobie sprawę, że nie jest to żydowska osada rolnicza, tylko pracownicza”.
Przez kolejne lata wieś pozostawała prawie całkowicie opuszczona. Żydowski Fundusz Narodowy podjął starania na rzecz zachowania Segew jako „wsi pracowniczej”. W rezultacie jej mieszkańcy byli zatrudnieni przy budowie dróg i pracach leśnych. Między innymi zasadzili okoliczny las Segew. W 1975 roku nastąpiło ponowne założenie wsi, która tym razem korzystała ze wsparcia rządowego projektu Perspektywy Galilei, którego celem było wzmocnienie pozycji demograficznej społeczności żydowskiej na północy kraju. Nowymi mieszkańcami zostało 29 rodzin, które w większości były pracownikami koncernu zbrojeniowego Rafael Advanced Defense Systems. Wyprowadzili się oni z Hajfy i tymczasowo zamieszkali w pobliżu kibucu Jasur. W tym czasie przeprowadzono rozbudowę wsi Segew. W 1983 roku nowa grupa założycielska przeprowadziła się na stałe do przebudowanej wsi Segew. Obecnie jest to jedna z silniejszych wiosek Samorządu Regionu Misgaw, i planuje się jej dalszą rozbudowę.

## Edukacja
Wieś utrzymuje przedszkole. Bezpośrednio przy wiosce jest położony kompleks szkolny ze szkołą podstawową i gimnazjum.

## Kultura i sport
We wsi jest ośrodek kultury z biblioteką. Z obiektów sportowych, na południe od wsi jest basen pływacki, sala sportowa z kompleksem boisk, boisko do piłki nożnej, korty tenisowe oraz siłownia.

## Infrastruktura
We wsi jest przychodnia zdrowia, sklep wielobranżowy, synagoga oraz warsztat mechaniczny.

## Gospodarka
Lokalna gospodarka opiera się na działalności usługowej. Część mieszkańców dojeżdża do pracy w pobliskich strefach przemysłowych.

## Transport
Ze wsi wyjeżdża się na wschód na drogę nr 805, którą jadąc na północny zachód dojeżdża się do moszawu Ja’ad, lub na wschód do skrzyżowania z drogą nr 784 i dalej do miasta Sachnin. Natomiast jadąc drogą nr 784 na południe dojeżdża się do wsi Rakefet, lub na północ do wsi Juwalim.